# Haut Conseil pour le climat
Pour les articles homonymes, voir HCC.
Le Haut Conseil pour le climat (HCC) est une instance consultative indépendante française, créée en novembre 2018, placée auprès du Premier ministre français et composée au plus de treize membres experts nommés par décret.

## Historique
Le Haut Conseil pour le climat a été installé par la présidence de la République le 27 novembre 2018, au moment où le gouvernement étudie la nouvelle Programmation pluriannuelle de l'énergie et quelques jours avant le début de la COP 24 sur le climat. Son fonctionnement a été décrit début avril 2019 par le Premier ministre Édouard Philippe, demandant entre autres à ce qu'il intègre dans ses réflexions les propositions du Grand débat national. Il a été officialisé par décret du 15 mai 2019, qui précise son fonctionnement et la liste de ses membres. Un article du projet de loi sur l'énergie et le climat officialise sa création et précise son mode de fonctionnement.

## Organisation
Le Haut Conseil est placé sous l'autorité du Premier ministre. En plus de sa présidente, il comprend au plus douze membres choisis pour leurs connaissances scientifique, technique et économique des sciences du climat et de la réduction des émissions de gaz à effet de serre. La durée de leur mandat est de cinq ans, renouvelable une fois.
Le Haut Conseil dispose d’une équipe spécialisée, hébergée par France Stratégie (institution rattachée au Premier ministre), et de fonds alloués aux études. Son budget total est de 2 millions d’euros par an. Tous ses avis sont publiés sur son site web.

### Composition

#### Membres actuels
- Corinne Le Quéré, climatologue et professeure en science du changement climatique à l'Université d'East Anglia — présidente du HCC de 2019 à 2024.
- Jean-François Soussana, directeur de recherche et vice-président de l'Institut national de recherche pour l'agriculture, l'alimentation et l'environnement (INRAE) - président du HCC depuis juin 2024[7].
- Valérie Masson-Delmotte, chercheuse en sciences du climat et directrice de recherches au Commissariat à l'énergie atomique et aux énergies alternatives (CEA)
- Katheline Schubert, professeure d’économie à l’Université Panthéon-Sorbonne
- Céline Guivarch, directrice de recherches à l’École nationale des ponts et chaussées
- Laurence Tubiana, économiste, également présidente et directrice exécutive de la Fondation européenne pour le climat (ECF)
- Alain Grandjean, docteur en économie de l'environnement, cofondateur et associé de Carbone 4
- Michel Colombier, directeur scientifique de l'Institut du développement durable et des relations internationales (IDDRI)
- Marion Guillou, conseillère d’État en service extraordinaire et ancienne directrice de l’INRA
- Jean-Marc Jancovici, cofondateur et associé de Carbone 4 et président-fondateur de The Shift Project
- Benoît Leguet, directeur général d’I4CE - Institute for Climate Economics[8]
- Sophie Dubuisson-Quellier, directrice de recherche au Centre national de la recherche scientifique (CNRS) et directrice du Centre de sociologie des organisations[9] à l'Institut d'études politiques de Paris (Sciences Po), nommée au Haut Conseil le 11 décembre 2019[10].

À ces douze membres s'ajoute un secrétariat, composé notamment d'analystes. Son effectif est sensiblement inférieur à celui d'institutions analogues au Royaume-Uni et au Danemark. La loi de finance 2023 prévoit d'accroître cet effectif pour le porter à quinze personnes. La plupart de ces postes sont encore à pourvoir, à la suite du départ des sept analystes qui travaillaient pour le HCC en 2022,.

#### Anciens membres
- Pierre Larrouturou et Pascal Canfin ; du fait de leur participation aux élections européennes de 2019 en France, ils se sont retirés pour préserver la neutralité du Haut Conseil.
- Magali Reghezza-Zitt, codirectrice du Centre de formation sur l’environnement et la société de l'École normale supérieure de Paris (ENS), nommée au Haut Conseil le 11 décembre 2019[10], qu'elle a quitté le 1er septembre 2023 pour rejoindre la Cour des comptes[13].

## Missions
Le Haut Conseil apporte un éclairage indépendant sur la politique climatique du Gouvernement, notamment sur le niveau de compatibilité des différentes politiques publiques du pays vis-à-vis de l'accord de Paris sur le climat (traité international sur le réchauffement climatique adopté en 2015). Il peut être saisi par le gouvernement, le président de l'Assemblée nationale, le président du Sénat ou à sa propre initiative.
Il est compétent dans trois domaines :
1. la réduction des émissions directes de gaz à effet de serre (baisse des consommations d'énergies fossiles, transformation du modèle agricole, capture du méthane issu des déchets…) ;
2. le développement de puits de carbone (forêts, sols, océans) ;
3. la réduction de l'empreinte carbone de la France.

Il produit un rapport annuel sur :
- le respect de la trajectoire de baisse des émissions de gaz à effet de serre de la France ;
- la mise en œuvre des politiques, des mesures de réduction des émissions de gaz à effet de serre (fiscalité, subventions, soutiens…) et de développement des puits de carbone (forêts, sols et océans) ;
- la soutenabilité économique, sociale et environnementale de ces actions ;
- l'impact de ces actions sur la balance du commerce extérieur.

Ce rapport annuel, remet aussi en perspective les engagements et les actions de la France par rapport à ceux des autres pays, et inclut des recommandations et propositions pour améliorer l'action de la France.
Tous les cinq ans, un rapport spécial porte sur la trajectoire de baisse des émissions de gaz à effet de serre de la France, elle-même révisée tous les cinq ans. Le Haut Comité y évalue si cette trajectoire est suffisante vis-à-vis de l'engagement de la France dans l'accord de Paris sur le climat, des engagements européens de la France, de l'engagement de neutralité carbone en 2050, tout en prenant en compte la soutenabilité économique et sociale de la transition ainsi que les enjeux de souveraineté.
Le HCC peut rendre des avis (publics) sur des politiques déjà adoptées, et indiquer ce qui, dans ces politiques, a marché ou non vis-à-vis de l'objectif de réduction d'émissions de gaz à effet de serre que la France s'est fixé. Il peut aussi rendre des avis sur des projets de lois en cours d'élaboration (par exemple, les lois de finance), des décrets ou des projets de décret (par exemple, la Programmation pluriannuelle de l'énergie ou la Stratégie nationale bas carbone).
Il peut également fournir des propositions pour informer l'ensemble des acteurs du débat politique, le gouvernement, mais aussi les parlementaires et les citoyens.
Il est envisagé que dans un second temps, le périmètre du Haut Conseil soit étendu aux problématiques d'adaptation au changement climatique, au travers d'un sous-comité qui lui soit rattaché, à l'image de l'organisation retenue en Grande-Bretagne avec le Committee on Climate Change.

## Activités et rapports

### 2019
- Le Haut Conseil pour le climat tient le 31 janvier 2019 sa première réunion, consacrée au programme 2019 du Haut Conseil et à l’élaboration de son premier rapport annuel[17].
- Le Haut Conseil pour le climat publie le 25 juin 2019 son premier rapport annuel (59 pages), intitulé « Agir en cohérence avec les ambitions »[18] ainsi qu'une déclinaison grand public (12 pages)[19]. La présidente du Haut Conseil, la climatologue Corinne Le Quéré, souligne que « au rythme actuel, les engagements de la France ont peu de chance d'être tenus »[20],[21],[22]. Le budget carbone 2015-2018 n'a pas été respecté : la limite des 442 mégatonnes d'équivalent CO2 par an fixée sur cette période est dépassée de 62 mégatonnes. Les émissions de gaz à effet de serre ont en France baissé de 1,1 % par an (au lieu de 1,9 %/an). La France a budgété ses émissions de gaz à effet de serre, mais les lois qu'elle vote n'en tiennent pas compte, par exemple la loi agriculture et alimentation (EGalim) et le projet de loi sur les mobilités (LOM), alors que ces deux secteurs pèsent très lourd dans le bilan carbone de la France avec respectivement 19 % et 31 % des émissions comptabilisées en 2018. Pour Corinne Le Quéré, « on connaît l'impact financier de chaque réforme. De la même façon, il faudrait aussi en donner le coût carbone ». Les émissions françaises ont baissé en 2018 par rapport à 2017, mais principalement à cause des « conditions météorologiques, avec un hiver doux, réduisant la demande de chauffage, et ne résulte que marginalement des actions en matière de climat » selon le Haut Conseil, qui préconise  d'inclure dans la comptabilité carbone de la France les émissions liées aux transports internationaux et aux importations : « en prenant en compte les importations, les émissions de la France sont 60 % plus élevées ». Les émissions liées aux importations « sont devenues plus élevées que les émissions domestiques (hors exportations) depuis 2010 », constate le Haut Conseil indique la présidente du HCC. Et si l'empreinte carbone des Français s'est accrue de 20 % entre 1995 et 2015 pour atteindre 11 tonnes par personne et par an, c'est d'abord à cause d'elles[23].
  - Le gouvernement demande fin août 2019 au Haut Conseil pour le climat d’être le garant de la qualité des méthodes d’évaluations qui seront mises en œuvre et sollicite à ce titre « un cadrage préalable des méthodes à appliquer : ce cadrage pourra[it] s’appuyer sur les méthodes mises en œuvre dans d’autres pays et pourra[it] porter plus largement sur les évaluations ex ante et ex post des projets de lois et principales mesures d’atténuation du changement climatique »[24].
  - Le gouvernement publie le 10 janvier 2020 sa réponse au premier rapport du Haut Conseil pour le climat[25]. Pour le Réseau Action Climat, cette réponse apporte très peu de mesures nouvelles pour mettre en œuvre la multiplication par trois du rythme annuel de baisse des émissions de gaz à effet de serre demandée par le HCC et aucune évaluation chiffrée de leur impact. Il dénonce également l'obstination du gouvernement à vouloir augmenter le budget carbone jusqu’à 2023[26].
- Le Haut Conseil pour le climat publie en décembre 2019 un rapport spécial (32 pages), intitulé « Évaluer les lois en cohérence avec les ambitions - Réponse à la saisine du Gouvernement »[25] et faisant 8 recommandations : « 1) L'évaluation des lois en regard du Climat doit respecter les grands principes d'une bonne évaluation des politiques publiques. 2) Toutes les lois ne nécessitent pas d'être évaluées en regard du Climat. 3) Une étude d'impact détaillée doit être réalisée par rapport à la SNBC. 4) Une méthodologie spécifique à l'évaluation des lois en regard du Climat doit être publiée. 5) L'étude d'impact est mise à jour une fois les lois promulguées. 6) Le disposition d'évaluation ex post doit être prévu dans le texte de loi. 7) Le processus d'évaluation ex post des lois doit être transparent, indépendant, et doit associer les parties prenantes. 8) Le suivi des lois doit renforcer le pilotage de la SNBC vers la neutralité carbone. »

### 2020

#### Rapport «Maîtriser l'empreinte carbone de la France»
En octobre 2020, le Haut Conseil pour le climat publie un rapport intitulé "Maîtriser l'empreinte carbone de la France", sur saisine du gouvernement demandant « une étude méthodologique approfondie pour mieux déterminer l’empreinte carbone des produits importés en France ». L’empreinte carbone de la France (11,5 tonnes de CO2-équivalent par habitant), composée des émissions importées et des émissions de la production intérieure hors exportations, est environ 70 % plus élevée que ses émissions territoriales couvertes par ses engagements climatiques actuels. Le rapport propose quatre leviers de réduction :
- Accompagner les entreprises pour mieux prendre en compte les émissions de leur chaîne d’approvisionnement, alors que la moitié de l’empreinte carbone est importée, principalement de l’Union européenne (Allemagne en tête) et d’Asie (Chine en tête).
- Mieux informer les particuliers concernant l’impact climat des biens et services, notamment par la mise en place d’un score carbone.
- La politique commerciale de la France dépendant de l’Union européenne, les considérations climatiques doivent être rehaussées dans les accords commerciaux de l’UE. La mise en place d’un ajustement carbone aux frontières contribuerait à soutenir les efforts de décarbonation des entreprises européennes, à condition qu’il soit conçu et suivi pour en maximiser les effets sur les émissions et en minimiser les impacts.
- Orienter l’ensemble de la coopération internationale vers le renforcement des engagements dans le cadre de l’accord de Paris, car les émissions importées de la France dépendent en premier lieu du profil d’émissions des pays avec qui elle échange[27].

#### Autres rapports spécialisés de 2020
- Le Haut Conseil publie le 22 avril 2020 un rapport spécial (24 pages) intitulé « Climat, santé : mieux prévenir, mieux guérir », avec le sous-titre « Accélérer la transition juste, pour renforcer notre résilience aux risques sanitaires et climatiques ». Ce rapport spécial s'inscrit dans la pandémie de Covid-19 en France[28].

- En décembre 2020, le Haut conseil pour le Climat publie un rapport sur l'impact du déploiement de la 5G, selon lequel, sans mesure corrective, ce déploiement pourrait rajouter entre 2,7 Mt (millions de tonnes) et 6,7 Mt d’équivalent CO2 en 2030 à l’empreinte carbone actuelle du numérique évaluée à environ 15 Mt d’équivalent CO2 en 2020, soit « une augmentation significative » selon le HCC[29].

#### Rapport annuel de 2020
Le Haut Conseil publie en juillet 2020 son second rapport annuel depuis 2019 (160 pages), intitulé « Redresser le cap. Relancer la transition ».

##### Constats
Selon ce rapport, « Les actions climatiques de la France ne sont pas à la hauteur des enjeux ni des objectifs qu’elle s’est donnés. Le gouvernement doit reprendre le cap vers la neutralité carbone. La relance planifiée par le gouvernement en sortie de crise doit d’abord être celle de la transition qui permette de respecter les budgets carbone définis par la loi ». « Alors que 2019 a été l’année la plus chaude jamais enregistrée en Europe, les crises sanitaire et économique sont des tests de résistance pour l’ambition climatique du gouvernement français ». « La réduction des émissions de gaz à effet de serre continue à être trop lente et insuffisante pour permettre d’atteindre les budgets carbone actuels et futurs ». Enfin, « la baisse temporaire des émissions de CO2 résultant du confinement (environ −13 % entre janvier et mai) ne répond pas aux enjeux de la transition bas-carbone et reste marginale par rapport aux efforts structurels à accomplir ». Le Haut Conseil questionne l'objectif de division par 6 des émissions à l'horizon 2050 pour atteindre la neutralité carbone car il repose sur une évaluation des puits naturels de 80 Mt de CO2 alors que l'absorption depuis 10 ans est de 28 Mt et pourrait se dégrader avec le réchauffement. L'objectif en 2030 est de baisser les émissions de 42 % par rapport à 1990 ce qui représente un décalage avec les objectifs du Green Deal de l'Europe qui pourrait être une réduction de 50 % ou 55 %. Les recommandations faites par le Haut Conseil en décembre 2019 d'évaluer les lois en fonction de leur bilan carbone n'a pas été suivi d'effet. En particulier, l’évaluation de la loi Egalim sur l’alimentation par le Sénat et l'évaluation de la loi Elan sur le logement par l'Assemblée nationale ne mentionnent pas les émissions de gaz à effet de serre. Un chapitre sur la transition juste note que la taxe carbone implicite frappe beaucoup plus les ménages que les entreprises et les administrations, ou les pauvres que les riches proportionnellement à leurs revenus bien que l’empreinte carbone des riches soit beaucoup plus élevée. Les régions bien que compétentes dans les schémas régionaux d’aménagement, de développement durable et d’égalité des territoires (SRADDET) ne pilotent pas la SNBC. Le Haut conseil souhaite un partage entre régions des objectifs nationaux de la SNBC en cohérence avec la structure économique des territoires. Par exemple la Normandie produit viande et produits laitiers pour les Parisiens et ces émissions de gaz à effet de serre ne peuvent lui être imputées entièrement.

##### Recommandations
« Si une seule recommandation devait être conservée de ce rapport, elle serait de bannir tout soutien aux secteurs carbonés du plan de reprise » [...] « sans conditionnalité ferme concernant leur évolution vers une trajectoire compatible avec les objectifs nationaux. ». « Secteur des bâtiments : [...] la rénovation énergétique doit être massifiée [...] L’État doit aider à développer un marché de rénovations globales intégrant le conseil, le suivi, le financement, le contrôle, ainsi que la formation ». « L’investissement dans les transports publics, les infrastructures de mobilité douce, et la réaffectation de l’espace routier doivent bénéficier du plan de reprise, en cohérence avec les objectifs de report modal de la SNBC ». « Dans l'agriculture "Quatre mesures structurelles (valorisation du stockage de carbone dans les sols, développement d’une stratégie pour les protéines végétales, de pratiques agroécologiques pour l’élevage, modification de l’offre des produits alimentaires) réalisables dans le cadre européen de la PAC et du Pacte vert, permettraient de réduire les émissions du secteur en cohérence avec ses objectifs à l’horizon 2030. ». Pour Corine Le Quéré, « ce plan de relance sera la mesure réelle de l'attention portée au climat par le gouvernement ».

### 2021
Le Haut Conseil publie en juin 2021 son troisième rapport annuel (184 pages), intitulé « Renforcer l'atténuation, engager l'adaptation ». Il évalue la trajectoire de la France par rapport aux objectifs de la SNBC, qui sont atteints pour la période et par rapport à l'objectif de la France en 2030 (40 %, qui devraient être portés à 55 % pour se conformer aux objectifs de l'Europe) qui sont eux très loin d'être atteints. Ainsi la France doit doubler ses réductions sur la période jusqu'à 2030. Les efforts consentis dans le cadre du plan de relance doivent être pérennisés afin d'offrir une perspective lisible aux entreprises. Le Haut conseil insiste sur les effets du réchauffement qui sont désormais visibles et appelle à engager une politique d'adaptation aux différentes échelles de décisions, locales, régionales et nationales. La conservation des forêts qui sont prises en compte comme puits de carbone dans la SNBC à un niveau supérieur au niveau observé est aussi à prendre en considération,.

### 2022
Le quatrième rapport annuel du Haut Conseil, publié en juin 2022, est intitulé « Dépasser les constats, mettre en œuvre les solutions ». Il conclut que « la réponse de la France au réchauffement progresse », mais qu'« elle reste insuffisante ». Les émissions de gaz à effet de serre ont reculé de 3,8 % par rapport à 2019, après la chute de 2020 due aux confinements liés au Covid. Les rejets de l'industrie diminuent de 2,9 %, ceux du bâtiment de 0,7 %, ceux de l'énergie de 4,6 % et ceux des transports de 6,9 %. Mais l'absorption de CO2 par les puits de carbone forestiers s'est fortement dégradée entre 2013 et 2019. Pour tenir l'objectif global de baisse de 55 % des émissions d'ici à 2030 fixé par l'Union européenne, une baisse de 4,7 % par an en moyenne serait nécessaire de 2022 à 2030, soit plus du double du rythme actuel.
Le 19 octobre 2022, le Haut Conseil s’auto-saisit de la question de la modernisation du traité de la charte sur l'énergie et conclut que ce traité est incompatible avec l'Accord de Paris. Il appelle à un retrait coordonné de la France et des autres États membres de cet accord international ainsi qu'à une neutralisation de la clause de survie. Le 21 octobre 2022, au Conseil Européen, Emmanuel Macron annonce que la France va sortir du traité.

### 2023
Le cinquième rapport annuel du Haut Conseil, publié en juin 2022, est intitulé « Acter l'urgence, engager les moyens ».

#### Constats
Le rapport constate notamment que « le changement climatique dû à l’influence humaine a entraîné des impacts graves en France en 2022, excédant la capacité de prévention et de gestion de crises actuelle » , relevant notamment que :
- « l'année 2022 a été exceptionnellement chaude (année record, +2,9°C par rapport à 1900-1930 selon les données de Météo-France), et sèche (déficit de précipitations de 25 % par rapport à 1991-2020)[46]. »
- « Les faibles précipitations couplées aux fortes températures ont induit une sécheresse des sols superficiels exceptionnelle pour les trois quarts du territoire métropolitain de juillet à septembre 2022. La recharge des nappes souterraines a été limitée par la faiblesse des pluies efficaces[46]. »
- « La production agricole a subi des baisses de rendement de 10 à 30 % pour certaines filières, notamment 30 % de baisse pour le fourrage par rapport à la moyenne quinquennale[46]. »
- « La production hydroélectrique en 2022 était de 20 % inférieure à la moyenne 2015-2019[46]. »
- En tendance, « le réchauffement moyen en France de +1,9°C sur la dernière décennie (2013-2022) est plus élevé que le réchauffement global +1,15°C (1,00°C - 1,25°C) sur la même période[47]. »

Le rapport relève aussi que « les dispositifs de prévention et de gestion de crises n’ont pas permis d’éviter toutes les conséquences des événements météorologiques et climatiques de 2022, malgré un engagement exceptionnel de moyens de gestion de crise », concernant aussi bien :
- l'approvisionnement en eau potable : fortes tensions dans plus de 2000 communes et interruption totale de service dans 7 d'entre elles en métropole pendant au moins plusieurs jours,
- les dommages aux bâtiments causés par la sécheresse des sols : plus de 8 000 demandes de communes pour la reconnaissance de « catastrophes naturelles » en 2022,
- les moyens nationaux pour lutter contre les incendies de végétation (7 800 feux et 72 000 hectares brûlés en 2022) qui ont atteint leurs limites de capacités, au point que des moyens étrangers ont dû être déployés en renfort,
- la mortalité engendrée par les vagues de chaleur estivales : plus de 2 816 décès en excès en 2022,
- le développement de cas autochtones de maladies tropicales dans l'Hexagone : 65 cas autochtones de dengue sur 9 foyers de transmission sur les 10 premiers mois de 2022[48].

Le rapport indique que « la baisse des émissions se poursuit en France en 2022, mais à un rythme qui reste insuffisant pour atteindre les objectifs de 2030 » (baisse de 2,7 % en 2022 par rapport à 2021, pour atteindre 403,8 Mt éqCO2), et que « le deuxième budget carbone est voie d’être dépassé sur la période 2019-2022 lorsque la faible absorption par les puits de carbone est prise en compte, bien qu’il soit respecté pour les émissions brutes ».
Il reconnaît aussi que « la mise en place du Secrétariat Général à la Planification Écologique marque une étape important qui doit être renforcée, alors que les arbitrages sur la loi de Programmation quinquennale sur l’Énergie et le Climat (LPEC), qui vont structurer l’action climatique de la France, sont toujours attendus ».

#### Recommandations
Le rapport annuel de 2023 propose 117 recommandations (dont 56 nouvelles recommandations) qui visent, tout à la fois, à connaître et anticiper les impacts du changement climatique (5 recommandations), à opérationnaliser l’adaptation au changement climatique (12 recommandations), à se doter d’un cadre d’action public et d’une gouvernance nationale à la bonne échelle (29 recommandations), et à s’assurer que toute une série de secteurs économiques et de  domaines d’action publique prennent correctement en compte le sujet du changement climatique via des recommandations sectorielles (transport : 12 recommandations ; agriculture : 9 recommandations ; industrie : 7 recommandations ; bâtiment : 15 recommandations ; énergie : 8 recommandations ; forêts, bois, utilisation des terres (UTCATF) : 5 recommandations ; action internationale : 11 recommandations ; action européenne : 4 recommandations).

#### Version Grand Public du rapport annuel 2023
Le 2 octobre 2023, le Haut conseil publie une version Grand Public de son rapport, plus synthétique et accessible que le rapport annuel, qu'il a conçue « tournée vers la jeunesse, mais également destinée à toute personne souhaitant s’informer sur l'action publique climatique en France ».

### 2024

#### Rapport spécial sur les politiques alimentaires et agricoles
Le 25 janvier 2024, le Haut conseil publie une « analyse des politiques alimentaires et agricoles à l’aune des enjeux climatiques ». Il y évalue la mise en œuvre et l’efficacité de l'action publique pour réduire les émissions de gaz à effet de serre, développer les puits de carbone, réduire l’empreinte carbone et développer l’adaptation au changement climatique du système alimentaire, tout en abordant les impacts socioéconomiques, environnementaux et sanitaires des politiques publiques. Ce rapport spécial actualise et complète les recommandations sur l’alimentation et l’agriculture que le Haut conseil a formulées dans son rapport annuel 2023.

### Entités connexes
- Conseil de défense écologique
- Comité interministériel pour le développement durable
- Conseil national de la transition écologique
- Conseil national de développement durable
- Conseil national de la protection de la nature
- Comité national de la biodiversité

## Critiques
En novembre 2018, au moment où le Haut conseil est créé, la journaliste Irène Inschaupsé doute de l'utilité de créer une énième instance composée d’experts et de représentants de la société civile pour régler les problèmes liés au climat, à l'environnement et à l'énergie, reprenant l'expression du général de Gaulle de « Comité Théodule ».[pertinence contestée]. Avec le recul, on constate que la presse grand public et les ONG environnementalistes font régulièrement référence aux constats et conclusions publiées par le Haut conseil pour questionner ou conforter la pertinence de décisions politiques en matière de climat. Le rôle qu'il joue n'est donc pas celui d'une instance chargée d'éclairer en amont la décision politique, qui peut finir en « Comité Théodule », mais se rapproche plutôt de celui d'une autorité nationale indépendante, notamment chargée de publier régulièrement un état des lieux à destination du grand public.